# Pizay
Pizay település Franciaországban, Ain megyében. Lakosainak száma 922 fő (2022. január 1.). Pizay Bressolles, Dagneux, Faramans, Le Montellier, Montluel és Sainte-Croix községekkel határos.

## Népesség
A település népességének változása:
| Lakosok száma | 237  | 379  | 433  | 738  | 759  | 794  | 820  | 867  | 890  | 922  |
|               | 1968 | 1982 | 1990 | 2006 | 2013 | 2015 | 2017 | 2019 | 2020 | 2022 |